# Glaphyropteridopsis splendens
Glaphyropteridopsis splendens är en kärrbräkenväxtart som beskrevs av Ren-Chang Ching. Glaphyropteridopsis splendens ingår i släktet Glaphyropteridopsis och familjen Thelypteridaceae. Inga underarter finns listade.